# La Esperanza, Honduras
La Esperanza är en departementshuvudort i Honduras.   Den ligger i departementet Departamento de Intibucá, i den västra delen av landet, 110 km väster om huvudstaden Tegucigalpa. La Esperanza ligger 1 697 meter över havet och antalet invånare är 5 318.
Terrängen runt La Esperanza är kuperad. Runt La Esperanza är det ganska tätbefolkat, med 56 invånare per kvadratkilometer. Närmaste större samhälle är Intibucá, 1,6 km öster om La Esperanza. 